# Kristy Kowal
Kristina Ann Kowal, detta Kristy (Reading, 9 ottobre 1978), è una nuotatrice statunitense.
Specializzata nella rana ha vinto una medaglia d'argento alle Olimpiadi di Sydney 2000.

## Palmarès
- Giochi olimpici

Sydney 2000: argento nei 200m rana.
- Mondiali

Perth 1998: oro nei 100m rana e nella 4x100m misti e argento nei 200m rana.
Fukuoka 2001: argento nei 50m rana.
- Giochi PanPacifici

Fukuoka 1997: oro nella 4x100m misti e bronzo nei 100m rana.
Sydney 1999: argento nei 200m rana e bronzo nei 100m rana.
Yokohama 2002: bronzo nei 200m rana.